# IC 3209
IC 3209 је спирална галаксија у сазвјежђу Дјевица која се налази на листи објеката дубоког неба у Индекс каталогу.
Деклинација објекта је + 11° 45' 17" а ректасцензија 12h 22m 6,1s. Привидна величина (магнитуда) објекта IC 3209 износи 14,4 а фотографска магнитуда 15,2. IC 3209 је још познат и под ознакама CGCG 70-30, VCC 527, PGC 40038.